# Willem Laure
Pour les articles homonymes, voir Laure.
Willem Laure, né le 28 novembre 1976 à La Trinité, est un joueur de basket-ball français. Il évolue au poste d'intérieur, sous les couleurs de l'Élan Chalon.

## Biographie
Pourtant né en Martinique, on peut dire que Willem Laure a une autre région de cœur : la Bourgogne. En effet, c'est dans cette région que cet intérieur mobile et adroit va se révéler au plus haut-niveau hexagonal. Laure est formé et joue à la JDA Dijon, huit ans durant, entre 1993 et 2001 avant de rejoindre le rival bourguignon, l'Élan sportif chalonnais.
Arrivé dans la Côte-d'Or à l'âge de 17 ans, Willem Laure côtoie les équipes de France. Il est  membre de l'équipe de France des moins de 18 ans en 1994, participe à deux championnats d'Europe, en 1996 et 1998, avec les moins de 22 ans et compte aussi six sélections avec l'équipe de France. Et en Pro A, où son rendement est loin d'être négligeable (11,9 points et 4,3 rebonds lors de sa dernière saison dijonnaise), il est sélectionné au All Star-Game Espoirs 1998 et au All-Star Game LNB en 2001.
En 2001, après de nombreuses saisons à Dijon, il change de club et signe à l'Élan Chalon, où il franchit un nouveau cap sous les ordres de Philippe Hervé puis de Gregor Beugnot. Ses statistiques, toujours aussi bonnes (chaque saison, aux environs de 10 points et 5 rebonds), font de lui un élément incontournable de l'effectif chalonnais et l'un des meilleurs français à son poste. Cependant, il ne gagne toujours rien, son club et lui échouant très souvent au stade des demis.
En 2007, une vilaine blessure le contraint à quitter les parquets. Un coup reçu aux cervicales, contre Bourg, l’emmène d'urgence à l'hôpital pour une dissection de l'artère vertébrale.
Après sa carrière de sportif, il continue à œuvrer dans le monde du basket-ball. En 2008-2009, il devient entraîneur de Palinges (seniors filles). Puis en 2009-2010 il prend en charge les séniors garçons du Chalon basket club en promotion région. En août 2011, il devient entraîneur des cadets de la JDA Dijon basket et adjoint du centre de formation.

## Clubs
- 1993-2001:  Dijon (Pro A)
- 2001-2007:  Chalon-sur-Saône (Pro A)

## Palmarès
- 41e meilleur marqueur de l'histoire de la Pro A (3 164 points) [réf. nécessaire]
- 44e rebondeur (1 163 rebonds)[réf. nécessaire].